# NGC 1447
NGC 1447 је лентикуларна галаксија у сазвежђу Еридан која се налази на NGC листи објеката дубоког неба.
Деклинација објекта је - 9° 1' 6" а ректасцензија 3h 45m 47,1s. Привидна величина (магнитуда) објекта NGC 1447 износи 14,7 а фотографска магнитуда 15,7. NGC 1447 је још познат и под ознакама NPM1G -09.0165, PGC 13786.